# Institutssicherung der Sparkassen, Landesbanken und Landesbausparkassen
Die Institutssicherung der Sparkassen, Landesbanken und Landesbausparkassen (auch: Haftungsverbund der Sparkassen-Finanzgruppe) ist die Bezeichnung für die freiwillige und zusätzliche Einlagensicherung innerhalb der Sparkassen-Finanzgruppe.

## Allgemeines
Vor dem Hintergrund, dass die staatlichen Garantien aus der Gewährträgerhaftung aufgrund einer Verständigung zwischen der EU-Kommission und der Bundesrepublik Deutschland im Juli 2001 entfallen sind (Brüsseler Konkordanz), hat die Sparkassen-Finanzgruppe ihr Sicherungssystem weiterentwickelt. Bis zur Brüsseler Konkordanz im Juli 2001 waren die öffentlich-rechtlich organisierten Sparkassen, Landesbanken und Landesbausparkassen von der Gewährträgerhaftung begünstigt und damit insolvenzunfähig. Die im Dezember 1975 gegründete Institutssicherung hatte deshalb lediglich den Zweck, ein vergleichbares Sicherungsinstrument wie die anderen Bankengruppen zu schaffen.
Der Haftungsverbund ist ein Verbund innerhalb der Sparkassen-Finanzgruppe. Das freiwillige Sicherungssystem bietet absoluten Gläubigerschutz und tritt zusätzlich neben die für alle Kreditinstitutsgruppen geltende gesetzliche Einlagensicherung aufgrund des Einlagensicherungsgesetzes, das im Juli 2015 in Kraft trat. Bei den Sparkassen, Landesbanken und Landesbausparkassen besteht ein System von Sicherungseinrichtungen (so genannter Haftungsverbund), das den Fortbestand von jedem der angeschlossenen Institute sichert (Institutssicherung). Dieser Haftungsverbund ist Teil des Sparkassenverbundes der Sparkassen-Finanzgruppe, der dieser Institutsgruppe einen einheitlichen Markenauftritt gewährleistet.

## Mitglieder
Der Haftungsverbund besteht aus:
- den elf regionalen Stützungsfonds der regionalen Sparkassenverbände,
- der Sicherungsreserve der Landesbanken und
- dem Sicherungsfonds der Landesbausparkassen.

Auf diesen drei Stufen sind jeweils Satzungen errichtet, die die Grundlagen der Stützungsfonds regeln. Diese drei obersten Stufen sind wiederum zu einer weiteren Stufe verbunden. Dieses System wurde parallel zur Haftung der Träger der öffentlich-rechtlich organisierten Institute aufgebaut, um bei einem betroffenen Institut stützend eingreifen zu können und nicht auf die Stützungsleistung der Träger angewiesen zu sein.

## Umfang
Gesichert sind sämtliche Einlagen (Sicht-, Termin- und Spareinlagen von Nichtbanken), Bankguthaben in Euro oder Fremdwährungsguthaben und von Emittenten der Sparkassen-Finanzgruppe ausgegebenen Wertpapiere in Euro oder Fremdwährung. Wie die Bezeichnung klarstellt, müssen diese Guthaben oder Wertpapiere von Sparkassen, Landesbanken (einschließlich DekaBank Deutsche Girozentrale) oder Landesbausparkassen verwaltet werden, andere Verbundpartner der Sparkassen-Finanzgruppe (insbesondere die öffentlichen Versicherer) sind hiervon nicht begünstigt. Der Einlegerschutz ist betraglich unbegrenzt, es gibt keine Deckungssumme.

## Rechtsfragen
Rechtsgrundlage ist die „Rahmensatzung für das Sicherungssystem der Sparkassen-Finanzgruppe“ vom 21. Mai 2015 und späteren Änderungen (RS). Danach unterhält der Deutsche Sparkassen- und Giroverband (DSGV) einen Stützungsfonds als gesonderter Bestandteil des DSGV-Verbandsvermögens („Sparkassenstützungsfonds“, § 1 RS). Der Sparkassenstützungsfonds hat nach § 2 Abs. 1 RS die Aufgabe, die Mitgliedssparkassen zu schützen, insbesondere deren Liquidität und Solvenz zu gewährleisten („Institutssicherung“). Die Mitgliedssparkassen leisten Beiträge und Zahlungen an den Sparkassenstützungsfonds (§ 4 Abs. 1 RS). Der Mitgliedsbeitrag wird wie eine Versicherungsprämie als Kapitalanlage im Sparkassenstützungsfonds angelegt, die im Stützungsfall (Begriffsidentität zum Versicherungsfall) zur Unterstützung eines Verbundpartners eingesetzt wird. Ein Stützungsfall liegt gemäß § 14 RS bei drohenden oder bestehenden wirtschaftlichen Schwierigkeiten eines Mitglieds vor, insbesondere wenn dieses aus eigener Kraft nicht in der Lage ist, einen den eigenen Bestand gefährdenden Verlustausweis oder eine Zahlungseinstellung zu vermeiden. Die regionalen Sparkassen- und Giroverbände („Regionalverbände“) unterhalten nach § 30 Abs. 1 RS eigene Fonds zur Stützung ihrer Mitgliedssparkassen („Sparkassenstützungsfonds“); sie können für einen überregionalen Ausgleich sorgen (§ 30 Abs. 2 RS). Die Sicherungsreserve der Landesbanken und Girozentralen ist in den §§ 38 ff. RS geregelt und soll die Mitgliedsinstitute selbst schützen, insbesondere deren Liquidität und Solvenz gewährleisten (§ 39 Abs. 1 RS). Der Sicherungsfonds der Landesbausparkassen ist in den §§ 65 ff. RS entsprechend kodifiziert.
Alle Sicherungseinrichtungen der Sparkassen-Finanzgruppe (Sparkassenstützungsfonds der Regionalverbände, Sicherungsreserve der Landesbanken und Girozentralen und Sicherungsfonds der Landesbausparkassen) zusammen bilden gemäß § 92 Abs. 1 RS das Sicherungssystem. Ein Innenausgleich zwischen den drei Sicherungseinrichtungen ist in § 97 RS vorgesehen. Der Deutsche Sparkassen- und Giroverband e. V. ist Rechtsträger des nach § 43 EinSiG als Einlagensicherungssystem vom BaFin anerkannten institutsbezogenen Sicherungssystems der Sparkassen-Finanzgruppe und übernimmt für die angehörenden Institute die Entschädigung der Einleger nach Maßgabe der §§ 5 bis § 16 EinSiG und damit die Aufgabe der Einlagensicherung.

## Funktionsweise
Die Verknüpfung der verschiedenen Fonds erfolgt in einem mehrstufigen Ablauf („Haftungskaskade“). Im Stützungsfall muss der regionale Stützungsfonds bei der Stützung einer Sparkasse zunächst seine Barmittel und eine Nachschusspflicht aus dem Stützungsfonds in Anspruch nehmen. Reichen diese Mittel nicht aus, werden zunächst die übrigen regionalen Sparkassenstützungsfonds („überregionaler Ausgleich“) und anschließend die Fonds der Landesbanken bzw. der Landesbausparkassen herangezogen.
Trotz der Aufgliederung des Sicherungssystems in elf regionale Fonds bei den Sparkassen und zwei zusätzliche nationale Fonds erfolgt das Risikomonitoring für Sparkassen, Landesbanken und Landesbausparkassen, das pro Fonds von einem Monitoringausschuss übernommen wird, nach einheitlichen Maßstäben aufgrund festgelegter Kennzahlen. Die Berechnung der Beiträge zu den Fonds orientiert sich an der Risikotragfähigkeit der Institute und folgt ebenfalls einheitlichen Regeln.

## Ziele
Mit dem Haftungsverbund wird das Ziel verfolgt, die gemeinsame Marke, im Verbund gemeinsam genutzte Ressourcen und gemeinsame Beteiligungen vor den wirtschaftlichen Folgen der Fehlentwicklung bei einem einzelnen Institut zu schützen. Zugleich wird durch die Institutssicherung gewährleistet, dass das betroffene Institut stets seine vertraglichen Verpflichtungen gegenüber seinen Kunden erfüllt und es gar nicht erst zu Leistungsstörungen kommt. Mit der Veränderung der staatlichen Haftungsgrundlagen ab 2005 – das heißt dem Wegfall der Gewährträgerhaftung und der Überarbeitung der Anstaltslast – rückte der Haftungsverbund stärker in das Zentrum des Interesses bei der Bewertung der Kreditwürdigkeit von Sparkassen und Landesbanken durch Ratings von Ratingagenturen.
Weiteres Ziel ist die vollständige Institutssicherung. Es geht also nicht darum, lediglich auf bestimmte Anlageformen bezogene oder betraglich begrenzte Haftungen zu errichten, sondern eine absolute Haftung zu installieren. Es werden mithin nicht nur bestimmte Einlagen, sondern sämtliche Kundeneinlagen, die ausgegebenen Wertpapiere und die jeweiligen Zinsen in unbegrenzter Höhe geschützt. Dies gilt somit ausdrücklich auch für Kassen- oder Sparkassenobligationen und Sparkassenbriefe sowie Inhaberschuldverschreibungen der Sparkassen und Landesbanken. Es sind mithin die Sparkassen und sonstigen Institute insgesamt gesichert.

## Einbindung in ein europäisches Einlagensicherungssystem
Die Interessensverbände DSGV und BVR haben sich in dem Gutachten SG2406280139 gegen ein europäisches Einlagensicherungssystem positioniert.

## Weblink
- DSGV zum Sicherungssystem (inkl. Satzungen)